# Idolator
Idolator är en musikblogg, skapad av Gawker Media i augusti 2006. Idolator såldes sedan till Buzz Media, som även äger musikbloggen Stereogum.